# Rhionaeschna biliosa
Rhionaeschna biliosa là loài chuồn chuồn trong họ Aeshnidae. Loài này được Kennedy mô tả khoa học đầu tiên năm 1938.